# Bonnya, Somogy
Bonnya  este un sat în districtul Tab, județul Somogy, Ungaria, având o populație de 273 de locuitori (2011). 

## Demografie
Componența etnică a satului Bonnya
     Maghiari (78,86%)
     Germani (11,67%)
     Romi (9,46%)
Componența confesională a satului Bonnya
     Luterani (14,65%)
     Fără religie (12,45%)
     Reformați (6,23%)
     Necunoscută (66,67%)
Conform recensământului din 2011, satul Bonnya avea 273 de locuitori. Din punct de vedere etnic, majoritatea locuitorilor (78,86%) erau maghiari, existând și minorități de germani (11,67%) și romi (9,46%). Nu există o religie majoritară, locuitorii fiind luterani (14,65%), persoane fără religie (12,45%) și reformați (6,23%). Pentru 66,67% din locuitori nu este cunoscută apartenența confesională.